# Jarmila Emmerová
Jarmila Emmerová (* 27. září 1929, Praha) je česká vysokoškolská pedagožka a překladatelka z angličtiny.

## Život
Po maturitě roku 1948 na reformním reálném gymnáziu v Praze vystudovala Jarmila Emmerová v letech 1948–1952 angličtinu a literární vědu na Filozofické fakultě Univerzity Karlovy a roku 1953 získala titul PhDr. V letech 1952–1956 pracovala jako redaktorka ve Státním nakladatelství krásné literatury, hudby a umění. Roku 1956 se stala asistentkou katedry anglistiky Filozofické fakulty Univerzity Karlovy a roku 1977 odbornou asistentkou na katedře překladatelství a tlumočnictví. Roku 1991 odešla do důchodu. V letech 1992–1998 byla předsedkyní Obce překladatelů a i nadále Obec reprezentuje a zastupuje na různých akcích a v různých kulturních organizacích.
Je autorkou vysokoškolských skript, překládá anglickou, americkou a australskou beletrii včetně literatury pro děti a mládež a také odborné texty. Rovněž spolupracuje na kulturních pořadech pro rozhlas a televizi. Pod pseudonymem Helena Karezová přeložila v roce 1957 společně s Josefem Škvoreckým román Wilkieho Collinse Měsíční kámen. V době nesvobody zaštítila svým jménem některé překlady Hany Bělohradské.

## Významné překlady
- Malcolm Bradbury: Jíst lidi je neslušné (1992).
- Ray Bradbury: 451 stupňů Fahrenheita (1957), společně s Josefem Škvoreckým
- Ray Bradbury: Marťanská kronika (1959).
- Ray Bradbury: Slunce a stín (1963).
- Ray Bradbury: Ilustrovaná žena (1968).
- Ray Bradbury: Říjnová země (2006), spolupřekladatel.
- Erskine Caldwell: Tabáková cesta (1988).
- Arthur C. Clarke: Měsíční prach (1965).
- James Clavell: Šógun (1991–1993), společně s Alenou Hartmanovou.
- Wilkie Collins: Měsíční kámen (1957), společně s Josefem Škvoreckým pod pseudonymem Helena Karezová.
- John Lange: Dvojice (1979).
- Richmal Cromptonová: Jirka postrach rodiny (1969).
- Richmal Cromptonová: Jirka v ráži (1971).
- Richmal Cromptonová: Jirkův perný den (1999).
- Richmal Cromptonová: Jirka za školou (1999).
- Richmal Cromptonová: Jirka napravuje křivdy (2000).
- Richmal Cromptonová: Jirka na stopě (2000).
- Richmal Cromptonová: Jirka vynálezcem (2001).
- Richmal Cromptonová: Jirka a špion (2001).)
- Richmal Cromptonová: Jirka dvojčetem (2002).
- Richmal Cromptonová: Jirka a Vánoce (2002).
- Dymphna Cusacková: Černý blesk (1971).
- Charles Dickens: Záhada Edwina Drooda (2008).
- Thomas Hardy: Starosta casterbridgeský (1975).
- Carson McCullersová: Hodiny bez ručiček (1965).
- Anton Myrer: Poslední kabriolet (1983).
- Ellery Queen: Drama desatera dní (1981).
- Frederik Pohl a Cyril Mary Kornbluth: Obchodníci s vesmírem (1963).
- Katharine Susannah Prichardová: Studna ve stínu (1960).
- Katharine Susannah Prichardová: Divoška Han (1979).
- Ellery Queen: Ďábelské ragú (1984).
- Ellery Queen: Zločin z omylu (1986).
- Dorothy L. Sayersová: Dobrodružný život milovníka starých tisků (1979).
- Irving Stone: Advokát Darrow obhajuje (1975).
- Irving Stone: Žízeň po životě (1985).
- William Styron: Viditelná temnota (1993).
- Fay Weldonová: Velké ženy (2001).